# 青森県道238号蟹田停車場線

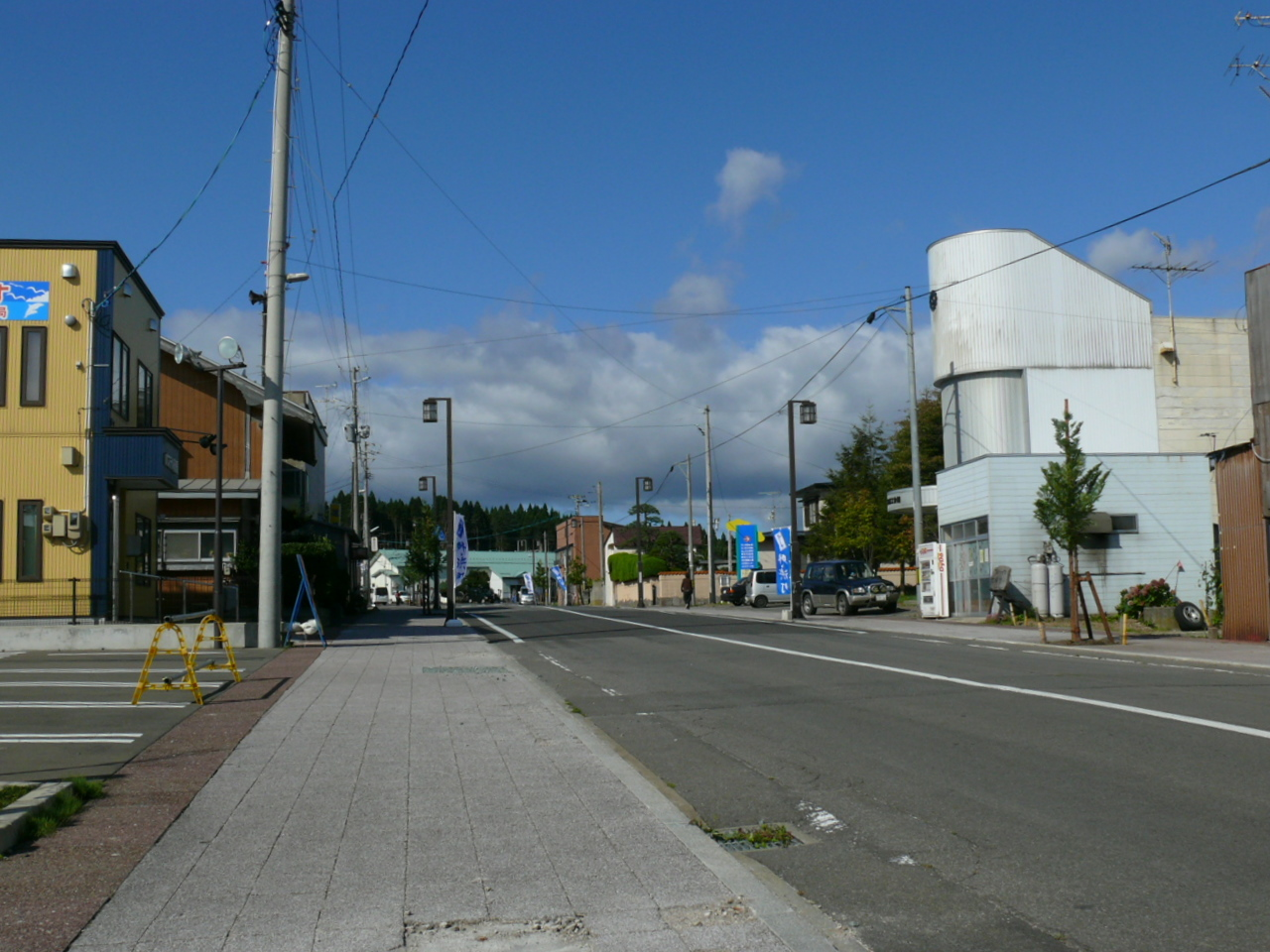
奥が蟹田駅（2009年撮影）

青森県道238号蟹田停車場線（あおもりけんどう238ごう かにたていしゃじょうせん）は、青森県東津軽郡外ヶ浜町を通る一般県道である。

## 概要
外ヶ浜町のJR津軽線蟹田駅から国道280号に至る短距離路線である。

### 路線データ
- 起点：東津軽郡外ヶ浜町字蟹田（蟹田停車場）[1]
- 終点：東津軽郡外ヶ浜町字蟹田（国道二八〇号交点）[1]

## 歴史
- 1969年（昭和44年）4月26日 - 県道に認定される[1]。

## 地理

### 交差する道路
- 国道280号

### 沿線の施設
- JR津軽線蟹田駅